# Cory Peterson
Cory Peterson (Bloomington, Minnesota, 1975. június 10. –) amerikai jégkorongozó.

## Pályafutása
Komolyabb junior karrierjét az amerikai utánpótlásban kezdte a Wisconsin Capitolsban 1993-ban. A következő szezont az OHL-es Peterborough Petes játszotta. Az 1993-as NHL-drafton a Dallas Stars választotta ki a 11. kör 269. helyén. Az NHL-ben sosem játszott. 1995–1996-ban a CHL-es Tulsa Oilersben játszott. A következő idényben csak az ECHL-ben szerepelt a Raleigh Icecaps és a Roanoke Express csapatában. 1997–1998-as idényt is a Roanoke Expressben töltötte majd a szintén ECHL-es Pee Dee Prideba került. Innen az UHL-es Rockford IceHogsba ment majd a szintén UHL-es Asheville Smokeban fejezte be a szezont. 2000–2001-ben nem játszott sehol. 2001–2002-ben a Asheville Smokeban kapott játék lehetőséget. Az utolsó idénylben az ACHL-es Cape Fear Fire Antzban játszott.